# Makram Daboub
Makram Daboub (arabe : مكرم دبوب), né le 23 décembre 1972 à Tunis, est un footballeur tunisien devenu ensuite entraîneur.
En 2024, il est l'entraîneur de l'équipe de Palestine.

## Biographie
Au cours de sa carrière de footballeur, il a joué pour l'Espérance sportive de Tunis, avant de prendre sa retraite en 2009.
Il a travaillé comme entraîneur des gardiens de but pour l'équipe de Tunisie olympique. Daboub a aussi supervisé l'équipe qui a remporté la coupe Bangabandhu 2020 (en) au Bangladesh.
Avant d'être promu entraîneur de l'équipe nationale de Palestine en avril 2021, il est entraîneur de ses gardiens.